# Trichoniscoides broteroi
Trichoniscoides broteroi är en kräftdjursart som beskrevs av Albert Vandel 1945. Trichoniscoides broteroi ingår i släktet Trichoniscoides och familjen Trichoniscidae. Inga underarter finns listade i Catalogue of Life.